# تولمين
تولمين (بالإنجليزية: Tolmin)‏ هي مستوطنة تقع في سلوفينيا في Tolmin Municipality. يقدر عدد سكانها بـ 3,525 نسمة ومساحتها 1.7 كم2 .